# Sedimentació
La sedimentació és el procés en el qual el material sòlid, transportat per un corrent d'aigua, es diposita en el fons del riu, embassament, canal artificial, o dispositiu construït especialment per a tal fi. Tota corrent d'aigua, caracteritzada pel seu cabal, tirant d'aigua, velocitat i forma de la secció té una capacitat de transportar material sòlid en suspensió. El canvi d'alguna d'aquestes característiques del corrent pot fer que el material transportat se sedimenti; o el material existent en el fons o marges de la llera sigui erosionat.
La sedimentació de sòlids en líquids està governada per la llei de Stokes, que indica que les partícules sedimenten més fàcilment quan major és el seu diàmetre, el seu pes específic comparat amb el del líquid, i quan menor és la viscositat del líquid. Per això, quan es vol afavorir la sedimentació es tracta d'augmentar el diàmetre de les partícules, fent que s'agreguin unes a unes altres, procés denominat coagulació i floculació.
Els dispositius construïts perquè es produeixi la sedimentació en ells són: 
- Desarenador: dissenyat perquè se sedimentin i retinguin només partícules majors d'un cert diàmetre nominal i en general d'alt pes específic (sorra);

- Sedimentadors o decantadors, normalment utilitzats en plantes de tractament d'aigua potable, i plantes de tractament d'aigües servides;

- Preses filtrants: destinades a retenir els materials sòlids en les parts altes de les conques hidrogràfiques.

El procés de sedimentació pot ser benèfic, quan es pensa en el tractament de l'aigua, o perjudicial, quan es pensa en la reducció del volum útil dels embassaments, o en la reducció de la capacitat d'un canal de reg o drenatge.
La sedimentació és un procés que forma part de la potabilització de l'aigua i de la depuració d'aigües residuals.
En el cas del tractament de les aigües residuals, aquest procés es realitza per a retirar la matèria sòlida fina, orgànica o no, de les aigües residuals, aquí l'aigua passa per un dispositiu de sedimentació on es dipositen els materials per a la seva posterior eliminació. El procés de sedimentació pot reduir d'un 20 a un 40% la DBO5 i d'un 40 a un 60% els sòlids en suspensió.